# Miroslav Jureňa
Miroslav Jureňa (Pozsony, 1954. június 17. –) szlovák politikus. A Néppárt – Demokratikus Szlovákiáért Mozgalom alelnöke, Robert Fico 2006-ban megalakult kormányában 2007. november 23-ig mezőgazdasági miniszter volt.

## Élete
1977-ben végzett Nyitrán a Szlovák Mezőgazdasági Főiskola közgazdasági szakán. A szocialista időszakban, 1990-ig Egbell (Gbely) mezőgazdasági termelőszövetkezetében vezető gazdászként dolgozott. Tagja volta Csehszlovák Kommunista Pártnak. 1991-től vállalkozóként tevékenykedett.
A felügyelete alatt működő Szlovák Földalapnál kirobbant korrupciós botrány nyomán Robert Fico miniszterelnök 2007. november 23-án kezdeményezte leváltását.